# Кастильо, Байрон
Ба́йрон Дави́д Касти́льо Сегу́ра (исп. Byron David Castillo Segura; 10 ноября 1998, Хенераль-Вильямиль, провинция Гуаяс) — эквадорский футболист, правый защитник клуба «Барселона» (Гуаякиль) и сборной Эквадора.

## Биография

### Клубная карьера
Согласно официальной биографии, Байрон Кастильо родился в городе Хенераль-Вильямиль кантона Плаяс (зачастую этот город называется так же, как и кантон) провинции Гуаяс. В возрасте 10 лет поступил в академию клуба «Норте Америка», а с 14 лет стал играть за молодёжную команду. В 2014 году, в возрасте 16 лет, отправился в аренду в «Депортиво Асогес», а затем непродолжительное время стажировался в академии одного из ведущих клубов страны — «Эмелека». Однако подписать контракт с «электриками» защитник не смог из-за неких «проблем с документами».
В 2016 году на правах аренды выступал за «Аукас». В эквадорской Серии A дебютировал 8 февраля в гостевом матче против «Фуэрса Амарильи». «Аукас» уступил со счётом 1:2, а Кастильо провёл на поле всю игру. В первом сезоне на высшем уровне сыграл в 22 матчах и забил один гол. В 2017 году перешёл в один из ведущих клубов страны — гуаякильскую «Барселону», за которую выступает поныне. В 2020 году вместе с «канарейками» завоевал титул чемпиона Эквадора. Кастильо провёл на поле в ходе победного сезона наибольшее число минут среди всех футболистов «Барселоны».

### Выступления за сборную
В 2015 году Байрон Кастильо выступал за сборную Эквадора для игроков не старше 17 лет, был капитаном команды. Однако через два года, после вызова в молодёжную (до 20 лет) сборную, был отстранён от участия в молодёжном чемпионате мира из-за очередных проблем с документами.
За основную сборную Эквадора Кастильо дебютировал 5 сентября 2021 года в матче отборочного турнира к чемпионату мира 2022 года против Чили (0:0). Всего сыграл восемь матчей в ходе отбора, по результатам которого Эквадор занял четвёртое место в зоне КОНМЕБОЛ и завоевал путёвку в Катар.

### Проблема гражданства
Байрона Кастильо на протяжении всей карьеры преследуют проблемы с документами. Помимо вышеуказанных проблем с переходом в «Эмелек» и отстранением от молодёжного чемпионата мира, защитник не сумел перейти в один из мексиканских клубов. Эквадорский бизнесмен Карлос Ясбек, который владеет частью прав на футболиста, впервые заявил, что у него оказалось свидетельство о рождении Байрона, согласно которому тот родился в колумбийском городе Тумако, который расположен в департаменте Нариньо, граничащий с Эквадором.
По данным газеты Marca, Байрон Кастильо не только родился в Колумбии, но и «сбросил» со своего возраста почти два года, поскольку в опубликованном изданием свидетельстве о рождении указана дата 25 декабря 1996 года.
После завершения отбора к ЧМ-2022 Федерация футбола Чили подняла вопрос о гражданстве Байрона Кастильо. ФИФА начала расследование 11 мая 2022 года. В случае, если Эквадору засчитают технические поражения в матчах, в которых играл Кастильо, «трёхцветные» опустятся на последнее место в турнирной таблице, лишившись 14 очков. После пересчёта результатов на пятое место сможет подняться сборная Чили, а Перу поднимется не четвёртую строчку и автоматически завоюет путёвку в Катар. Решение по делу Кастильо запланировано на 10 июня 2022 года. В итоге ФИФА отклонила апелляцию Чили.

## Титулы
- Чемпион Эквадора (1): 2020